# Escherichia coli O104: H4
L'Escerichia coli O104: H4 è un ceppo enteroaggregativo del batterio Escherichia coli, esso è stato causa dell'epidemia di Escherichia coli O104: H4 del 2011. La "O" nella classificazione sierologica identifica l'antigene lipopolisaccaride della parete cellulare e la "H" identifica l'antigene flagello.
L'analisi delle sequenze genomiche ottenute da BGI Shenzhen mostra che il ceppo epidemico O104: H4 è un tipo enteroaggregativo di E. coli (EAEC o EAggEC) che ha acquisito i geni della tossina Shiga, presumibilmente mediante trasferimento genico orizzontale. L'assemblaggio genomico ha confermato che due copie della tossina Shiga stx2 profago gene cluster sono una caratteristica distintiva del genoma del ceppo epidemico O104: H4.
Il ceppo O104: H4 è caratterizzato da questi marcatori genetici:
- Tossina Shiga stx2 positiva
- gene di resistenza alla tellurite cluster positivo
- gene dell'aderenza all'intimina negativo
- Sono presenti β-lattamasi ampC, ampD, ampE, ampG, ampH.

L'approccio integrato alla sicurezza alimentare della Commissione europea (CE) definisce un caso di diarrea da E. coli produttore di tossina simile a Shiga (STEC) causata da O104: H4 da un'insorgenza acuta di diarrea o diarrea sanguinolenta insieme alla rilevazione di la tossina Shiga 2 (Stx2) o il gene Shiga stx2. Prima dell'epidemia del 2011, era stato osservato un solo caso identificato come O104: H4, in una donna in Corea del Sud nel 2005.
L'E. coli O104: H4 è difficile da trattare in quanto è resistente a molti antibiotici, sebbene sia sensibile ai carbapenemi.